# Stipa tenuis
Stipa tenuis är en gräsart som beskrevs av Rodolfo Amando Philippi. Stipa tenuis ingår i släktet fjädergrässläktet, och familjen gräs. Inga underarter finns listade i Catalogue of Life.